# Ettore De Maria Bergler
Ettore De Maria Bergler (Napoli, 25 dicembre 1850 – Palermo, 28 febbraio 1938) è stato un pittore italiano, considerato il più importante esponente della pittura liberty del primo Novecento.

## Biografia
Nacque a Napoli dall'intendente siciliano Lorenzo De Maria e dall'austriaca Vittoria Bergler di Vienna; fu allievo di Antonino Leto e di Francesco Lojacono. Nel 1875 ebbe luogo la sua prima mostra a Palermo. Si specializzò in opere paesaggistiche e naturalistiche di ambienti siciliani e fu considerato tra i più importanti paesaggisti dell'Ottocento. Famosi i suoi ritratti di Delia e Norina Whitaker e di donna Franca Florio.
Influenzato dall'Art Nouveau, a Palermo affrescò Villa Whitaker, e il palco reale del Teatro Massimo, affidatogli da Ernesto Basile tra il 1899 e il 1900. Nel 1908 affrescò con tematiche floreali Villa Igiea. Questi affreschi nei saloni dell'hotel rappresentano il simbolo del liberty in Italia. Partecipò a diverse edizioni della Biennale di Venezia anche esponendo decorazioni e mobili eseguiti da Vittorio Ducrot su disegni di Ernesto Basile, ai quali lo legava un'intensa collaborazione.
Ormai affermato presso il grande pubblico, proseguì la collaborazione con Basile e Ducrot nel liberty palermitano. A lui si devono le decorazioni del piroscafo Dux e dei transatlantici Roma, Caio Duilio, e Giulio Cesare.
Dagli anni venti tornò ai temi pittorici tipici del paesaggio.
Dal 1913 al 1931 insegnò pittura figurativa all'Accademia di Belle Arti di Palermo. Fu maestro di Michele Dixitdomino.

## Opere

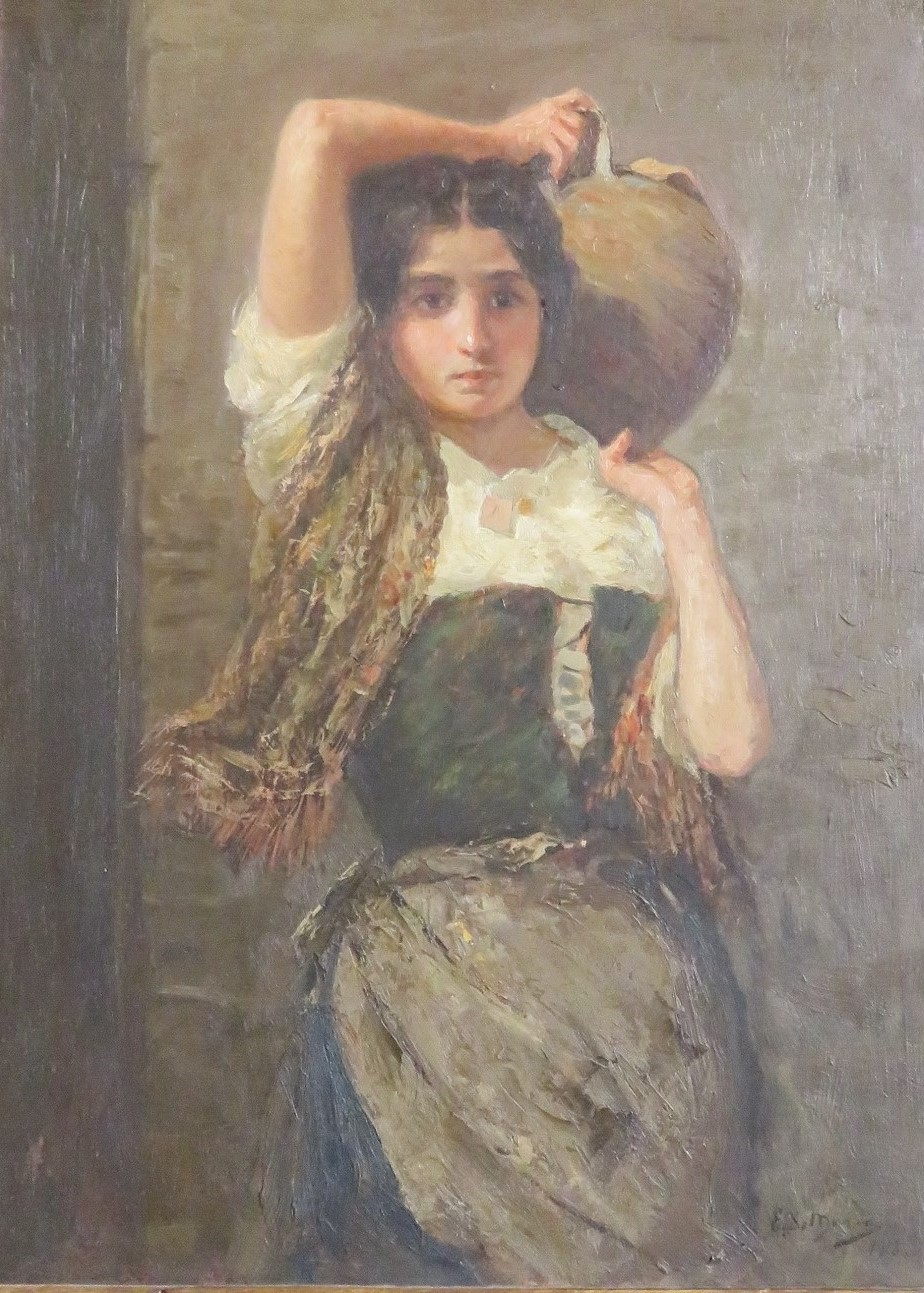
Donna con brocca (1918), Palazzo Comitini

- 1890c., Ruderi del Tempio di Giove a Siracusa, dipinto, opera custodita nella Sala dei Paesaggi Siciliani del Palazzo dei Normanni di Palermo.
- 1893, Donna Franca Florio, dipinto (ritratto tondo)
- Senza data, 1890c., Santa Maria della Catena a Palermo, olio su tela, già a Palazzo Butera a Palermo, collezione principi Lanza Branciforte di Trabia
- 1893 - 1897, Ciclo, affreschi realizzati in collaborazione con Rocco Lentini e Michele Cortegiani, opere presenti nella cupola del Teatro Massimo di Palermo.
- 1900, Ciclo, affreschi realizzati in collaborazione con l'architetto Ernesto Basile, opere presenti nella Sala da pranzo del Grand Hotel Villa Igiea di Palermo.
- 1900, Bozzetti, scene allegoriche rappresentate nella Sala da pranzo del Grand Hotel Villa Igiea, opere conservate presso gli eredi.
- 1918, Donna con brocca, presso Palazzo Comitini a Palermo.
- ? Marina, presso ASP Trapani
- ?, Vecchio porto presso la Galleria d'arte moderna Sant'Anna di Palermo.
- ?, Ritratti, opere raffiguranti i dirigenti dell'istituto documentate presso la sede centrale del Banco di Sicilia di Palermo.
- ?, Decorazioni, opere documentate nei saloni (Sala del Trompe-l'œil con effetto balconi) di Palazzo Drago Ajroldi di Santacolomba di Palermo.
- ?, Decorazioni, opere documentate nel salone della direzione della Cassa di Risparmio di Palermo.
- ?, Decorazioni, ornamenti negli interni dei piroscafi "Giulio Cesare", "Roma", "Dux" e "Caio Duilio".

Opere presenti nelle:
- Gallerie nazionali di Capodimonte di Napoli;
- Galleria nazionale d'arte moderna di Roma;
- Galleria d'arte moderna Ca' Pesaro di Venezia;

e in altre raccolte pubbliche italiane e straniere.

## Esposizioni
- 1883 Esposizione di Belle Arti di Roma
- 1884 Mostra di Belle Arti di Torino
- 1884 Esposizione di Belle arti di Milano
- 1891 Esposizione Nazionale di Palermo (dove espone Sul Sagrato)
- 1896 all'Esposizione Artistica Sarda a Sassari
- 1901 IV Esposizione internazionale d'arte di Venezia
- 1905 VI Esposizione internazionale d'arte di Venezia
- 1909 VIII Esposizione internazionale d'arte di Venezia
- 1910 IX Esposizione internazionale d'arte di Venezia
- 1917 II Esposizione Italiana d'Arte di Palermo

Mostre
- 2024 “Ettore De Maria Bergler e la ricerca della modernità. Le opere della Fondazione Sicilia e il collezionismo” (Villa Zito, Palermo)[5]